# Rita Barberá
María Rita Barberá Nolla (Valencia, 16 luglio 1948 – Madrid, 23 novembre 2016) è stata una politica spagnola, sindaca di Valencia dal 1991 al 2015.

## Biografia
Figlia di Carmen Nolla Forcada e del giornalista José Barberá Armelles, Rita Barberá nacque a Valencia. Studiò scienze politiche all'Università di Valencia e scienze dell'informazione all'Università Complutense di Madrid. Lavorò come giornalista per il quotidiano Levante-EMV.
Militante di Alianza Popular, nel 1983 divenne deputata presso le Corti Valenciane; alle elezioni del 1987 fu capolista per la circoscrizione elettorale di Valencia, nonché candidata proposta dal suo partito per la presidenza della Generalitat Valenciana. Nel luglio del 1991, nonostante la vittoria del PSOE alle elezioni municipali di maggio, Rita Barberá venne eletta sindaco della città di Valencia. Nelle successive cinque tornate elettorali fu sempre rieletta con la maggioranza assoluta e restò in carica fino al 2015, quando il Partito Popolare perse la maggioranza. Un mese dopo la sconfitta ottenne un seggio al Senato di Spagna per designazione delle Corti Valenciane.

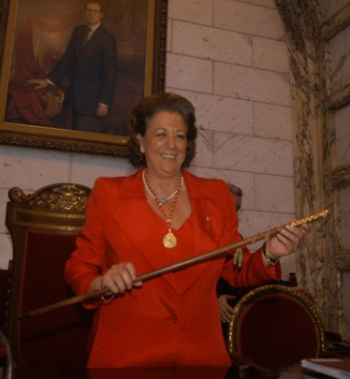
Rita Barberá durante la cerimonia di insediamento nel 2007

Tra il 1995 e il 2003, in quanto sindaca di Valencia, fu anche presidente della Federación Española de Municipios y Provincias, prima rappresentante del Partito Popolare a rivestire l'incarico.
Sia nelle elezioni del 2008 che in quelle del 2011 le venne proposto di presentarsi come capolista del Partito Popolare per la circoscrizione valenziana al Congresso dei Deputati, ma in entrambe le occasioni rifiutò l'offerta.
Sotto la sua lunga amministrazione, si verificarono alcuni importanti eventi nella storia della città: l'avvio della linea ferroviaria ad alta velocità, l'ampliamento del porto, del Jardí del Túria e della Metrovalencia, l'inaugurazione della Ciutat de les Arts i les Ciències, due edizioni consecutive dell'America's Cup (2007 e 2010).
Il nome di Rita Barberá, tuttavia, venne accostato anche ad alcuni dei principali scandali spagnoli aventi come tema la corruzione, ad esempio il Caso Gürtel, sebbene spesso solo in veste di testimone. Verso la fine del suo mandato però venne fatta oggetto di indagini finalizzate a comparire di fronte al Tribunale supremo. Nel 2015 il partito rivale Compromís creò un sito web denominato Ritaleaks in cui accusava pubblicamente Rita Barberá di aver sperperato fondi pubblici in spese di viaggio, pranzi e atti di rappresentanza. Il caso Ritaleaks ebbe una grande eco mediatica e fu uno dei principali argomenti della campagna elettorale per le municipali, tanto che la stessa sindaca si vide costretta a giustificarsi pubblicamente e ribatté che lo scandalo era stato creato ad arte in base ad un accordo tra Compromís e la rete televisiva La Sexta. In seguito alle indagini preliminari, la documentazione relativa venne inviata nel maggio del 2016 al Tribunale supremo, che tuttavia archiviò il caso non rinvenendo comportamenti criminosi nelle azioni denunciate da Compromís.
Sempre nel 2016, venne aperto un fascicolo contro di lei e altre 54 persone nell'ambito di un'indagine su un presunto riciclaggio di denaro, che prese il nome di Caso Taula. Nel mese di settembre il Tribunale supremo accolse la richiesta di apertura di un procedimento penale nei suoi confronti e in seguito al rinvio a giudizio, il Partito Popolare le chiese di dimettersi dalla carica di senatrice; lei, di contro, abbandonò il partito aderendo al gruppo misto per mantenere il seggio. La Barberá tuttavia non ebbe tempo di vedere conclusa la propria vicenda legale in quanto, due giorni dopo aver testimoniato in aula al processo che la vedeva coinvolta, subì un infarto nell'hotel di Madrid in cui si era trasferita per poter partecipare ai lavori parlamentari. Rita Barberá morì a seguito di una sindrome da disfunzione multiorgano conseguente alla cirrosi epatica di cui soffriva.
Esponenti del centrodestra dipinsero Rita Barberá come una martire del giustizialismo e sostennero che la sua morte improvvisa fosse da attribuire alle vicende giudiziarie che le avevano danneggiato l'esistenza; fece altresì scalpore la scelta degli esponenti di Podemos di uscire dall'aula parlamentare durante il minuto di silenzio per commemorarla.